# Polyura pyrrhulus
Polyura pyrrhulus är en fjärilsart som beskrevs av Hans Fruhstorfer 1903. Polyura pyrrhulus ingår i släktet Polyura och familjen praktfjärilar. Inga underarter finns listade i Catalogue of Life.